# Toyooka, Hyōgo
Toyooka (豊岡市 Toyooka-shi) là một thành phố thuộc tỉnh Hyōgo, Nhật Bản.